# جيرشون كوفي
جيرشون كوفي (بالإنجليزية: Gershon Koffie)‏ (25 أغسطس 1991 بكوفوريدوا في غانا - ) هو لاعب كرة قدم غاني في مركز الوسط. شارك مع منتخب غانا تحت 20 سنة لكرة القدم. أما مع النوادي، فقد لعب مع فانكوفر وايتكابس ونيو إنجلاند ريفولوشن وفانكوفر وايتكابس (نادي كرة قدم) وInternational Allies F.C. ‏.

## وصلات خارجية
- جيرشون كوفي على موقع الدوري الأمريكي (الإنجليزية)
- جيرشون كوفي على موقع قاعدة بيانات كرة القدم.إي يو (الإنجليزية)
- جيرشون كوفي على موقع Soccerway.com (الإنجليزية)
- جيرشون كوفي على موقع عالم كرة القدم.نت (الإنجليزية)
- جيرشون كوفي على موقع AS.com (الإسبانية)